# Kukawka (Gdańsk)

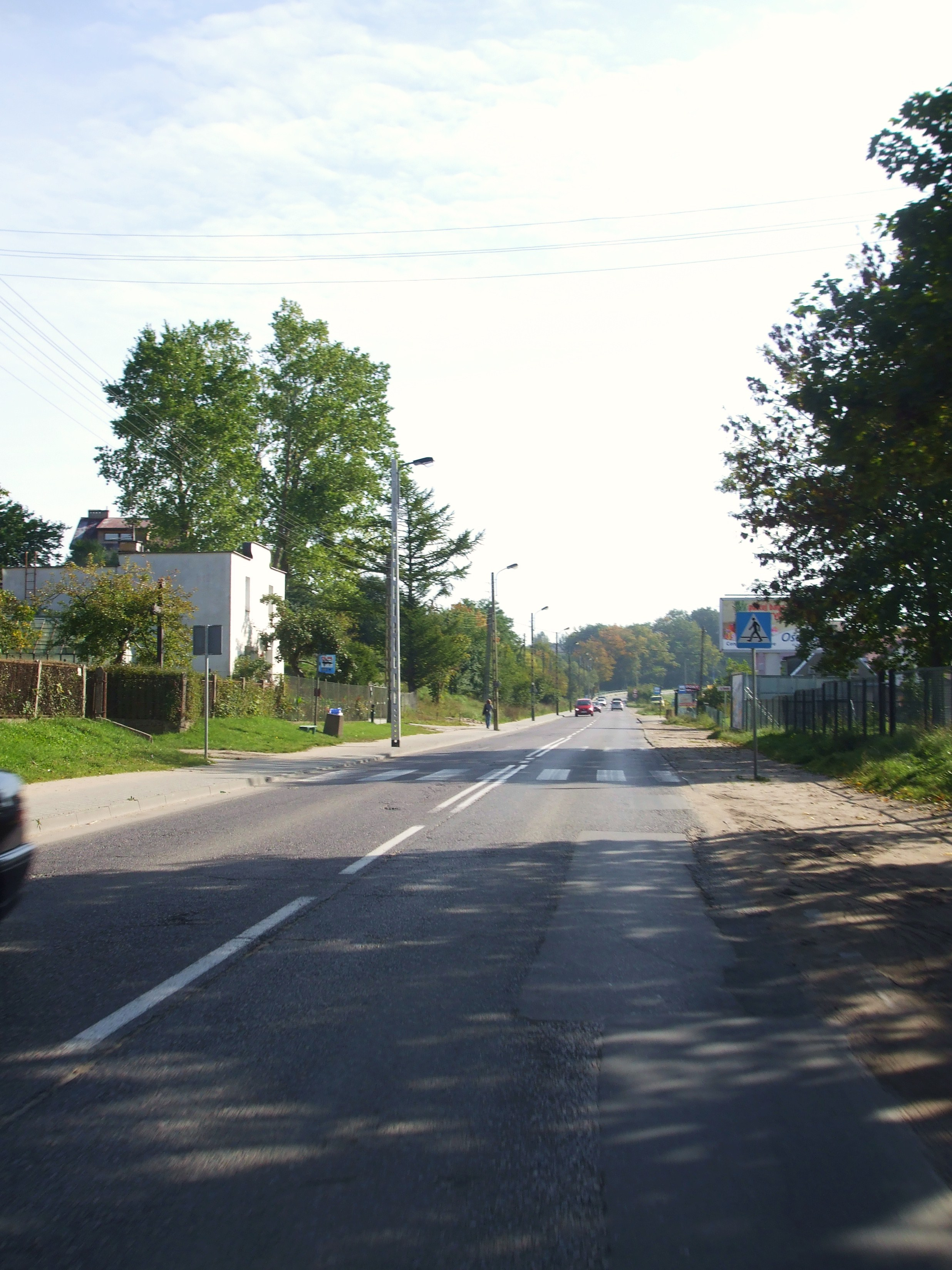
Kukawka, ul. Kielnieńska

Kukawka (kaszb. Kùkawka) – osiedle w Gdańsku, na obszarze dzielnicy Osowa, przy drodze wojewódzkiej nr 218 i nad Jeziorem Osowskim. Osiedle graniczy na północy z gdyńskimi Kaczymi Bukami i z Chwaszczynem na zachodzie. Wschodnią krawędź osiedla stanowi linia kolejowa Maksymilianowo – Kościerzyna – Gdynia, poprowadzona wąwozem leżącym na skraju obecnego Trójmiejskiego Parku Krajobrazowego.
Została włączona w granice administracyjne miasta w 1973. Jest podjednostką jednostki morfogenetycznej Osowa, w okręgu historycznym Wyżyny.
Połączenie z centrum Oliwy i Dąbrową umożliwiają autobusy komunikacji miejskiej (linia nr 171, linia nr 269).